# Utica (Ohio)
Pour les articles homonymes, voir Utica.
Utica est un village américain situé dans les comtés de Knox et de Licking, dans l'Ohio. Selon le recensement de 2010, sa population est de 2 132 habitants.